# Zuzana Kolářová
Zuzana Kolářová (* 11. července 1972 Brno), rozená Krištofová, je česká operetní a muzikálová herečka a zpěvačka, choreografka a tanečnice. Její bývalým manželem je zpěvák Petr Kolář, s kterým má dva syny.

## Životopis
Zuzana Krištofová se narodila v Brně a od pěti let se závodně věnovala moderní gymnastice. Tančila i latinskoamerické tance, ve kterých reprezentovala Česko na mezinárodních soutěžích a od patnácti let se věnovala modernímu a jazzovému tanci. Zúčastnila se Světové gymnaestrády v roce 1991 v Amsterdamu. Také se osm let učila hrát na kytaru. Po gymnáziu navštěvovala rok Universitu Jana Evangelisty Purkyně v Brně, kde studovala na přírodovědecké fakultě a tělovýchovu. Následně se zaměřila na umělecké vzdělání: v roce 1995 vystudovala muzikálové herectví na Divadelní fakultě Janáčkovy akademie múzických umění v Brně u Radka Balaše, Marie Steinerové a Ladislava Lakomého. Po absolutoriu získala angažmá jako sólistka opery v Moravském divadle v Olomouci, kde byla 2 roky. Následně vystupovala v Hudebním divadle Karlín, se kterým byla červenci 2000 na měsíčním turné po Japonsku v roli Elisy Doolitlové v muzikálu My Fair Lady, a v řadě dalších rolích na pražských muzikálových scénách. Od roku 1998 hostovala v Národním divadle Brno a začala studovat na pražské HAMU obor choreografie.
V květnu 2002 se provdala za zpěváka Petra Koláře, se kterým se poprvé potkala, když spolu hráli v muzikálu Vlasy v Pyramidě a poté v roce 1999 při konkurzu na Hamleta v divadle Kalich. Tomuto muzikálu od Janka Ledeckého je autorkou choreografie a vytvořila choreografie i k představením Černého divadla ACT Faust a Faustova dobrodružství v roce 2004. V roce 2011 vyšla najevo nevěra Petra Koláře s mladou dívkou. Nepomohla mu ani píseň „Navzdory hříchům“, kterou složil a otextoval a prosil v ní o odpuštění, a o rok později se rozvedli.
Hrála v muzikálech v Praze a Brně, kde si například zahrála v inscenacích Jesus Christ Superstar, Vlasy, Rusalka, Hamlet, Donaha!, My Fair Lady, Zpívání v dešti, Divotvorný hrnec, Jack Rozparovač a Touha. Vystupovala ale i v plzeňském Divadle J. K. Tyla, kde nastudovala role v inscenacích Rose Marie, Ferdinand, Pytláková schovanka, Carousel, Chicago, Vévodkyně z Chicaga a Hledá se muž, Zn.: “Bohatý”! 
Za rok 2008 obdržela cenu Thálie v oboru opereta a muzikál za roli Velmy Kellyové v muzikálu Chicago v Divadle J. K. Tyla v Plzni.